# دلم را بند بزن
«دلم را بند بزن» یا «آن-بریک مای هارت» (به انگلیسی: Un-Break My Heart) ترانهٔ مشهوری از تونی براکستون خوانندهٔ سیه‌چرده و خوش‌صدای اهل ایالات متحده آمریکاست که سال ۱۹۹۶ میلادی منتشر شد. این ترانهٔ عاشقانهٔ سبک آر اند بی، یازده هفته در صدر جدول ۱۰۰ آهنگ داغ بیلبورد آمریکا قرار گرفت و در چارت‌های والونیا، سوئد، اتریش، در رتبه اول و در چارت‌های استرالیا، فنلاند، فرانسه، فلاندرز، آلمان و نروژ جزو ده ترانهٔ اول بود.
تونی براکستون برای اجرای ترانه «جایزه گرمی بهترین اجرای پاپ خوانندگان زن» را در سال ۱۹۹۷ گرفت. «دلم را بند بزن» از سوی مجلهٔ بیلبورد، به‌عنوان موفق‌ترین ترانه در میان آثارِ تک‌هنرمندان در طول چهل سال (از ۱۹۵۸ تا ۱۹۹۸) برگزیده شد و تاکنون از سوی هنرمندان و گروه‌های زیادی بازخوانی شده است.